# Резерфордій
Резерфордій (Rf) — хімічний елемент із атомним номером 104, названий на честь Ернеста Резерфорда.
Найстабільніший ізотоп 267Rf має період напіврозпаду 1,3 години.

## Історія
Відкритий у 1964 році в Центрі ядерних досліджень, м. Дубна (СРСР, тепер Росія) при обстрілі плутонію ядрами неону:
{\displaystyle \mathrm {^{242}_{\ 94}Pu\ +\ _{10}^{22}Ne\ \longrightarrow \ \ _{104}^{260}Rf\ +\ 4\ _{0}^{1}n} }
Спочатку з радянської сторони елемент названий курчатовій. Однак американські вчені заявили, що не змогли підтвердити цього синтезу. У 1969 році Альберт Ґіорсо, Матті Нурміа, Джеймс Гарріс, Каррі Ескола, Пірко Ескола у Національній лабораторіїв Берклі провели синтез резерфордію за допомогою прискорювача важких частинок HILAC .
{\displaystyle \mathrm {^{249}_{\ 98}Cf\ +\ _{\ 6}^{12}C\ \longrightarrow \ \ _{104}^{257}Rf\ +\ 4\ _{0}^{1}n} }
{\displaystyle \mathrm {^{249}_{\ 98}Cf\ +\ _{\ 6}^{13}C\ \longrightarrow \ \ _{104}^{259}Rf\ +\ 3\ _{0}^{1}n} }
{\displaystyle \mathrm {^{248}_{\ 96}Cm\ +\ _{\ 8}^{18}O\ \longrightarrow \ \ _{104}^{261}Rf\ +\ 5\ _{0}^{1}n} }
Лише з 1997 року IUPAC прийнята офіційна назва резерфордій.